# جرج مکنزی (ورزشکار)
جرج مکنزی (انگلیسی: George McKenzie; ۲۲ سپتامبر ۱۹۰۰ – ۵ آوریل ۱۹۴۱) ورزشکار بوکس اهل بریتانیا بود.
از فیلم‌ها یا برنامه‌های تلویزیونی که وی در آن نقش داشته‌است می‌توان به مکبث اشاره کرد.
وی در مسابقات کشوری و بین‌المللی در مجموع برندهٔ ۱ مدال برنز شده‌است.